# Åge Lundström
Johan August Lundström –conocido como Åge Lundström– (Estocolmo, 8 de junio de 1890-Landskrona, 26 de septiembre de 1975) fue un jinete sueco que compitió en las modalidades de salto ecuestre y concurso completo.
Participó en dos Juegos Olímpicos de Verano en los años 1920 y 1924, obteniendo tres medallas, oro y plata en Amberes 1920 y oro en París 1924.

## Palmarés internacional
| Juegos Olímpicos | Juegos Olímpicos  | Juegos Olímpicos | Juegos Olímpicos |
| Año              | Lugar             | Medalla          | Categoría        |
| ---------------- | ----------------- | ---------------- | ---------------- |
| 1920             | Amberes (Bélgica) | Medalla de oro   | Por equipos      |
| 1920             | Amberes (Bélgica) | Medalla de plata | Individual       |

| Juegos Olímpicos | Juegos Olímpicos | Juegos Olímpicos | Juegos Olímpicos |
| Año              | Lugar            | Medalla          | Categoría        |
| ---------------- | ---------------- | ---------------- | ---------------- |
| 1924             | París (Francia)  | Medalla de oro   | Por equipos      |